# Малий Атяж
Малий Атя́ж (рос. Малый Атяж) — присілок у складі Далматовського району Курганської області, Росія. Входить до складу Кривської сільської ради.
Населення — 46 осіб (2010, 66 у 2002).
Національний склад станом на 2002 рік: росіяни — 82 %.